# Johann David Räntz der Ältere
Johann David Räntz (getauft am 17. Oktober 1690 in Bayreuth; begraben am 26. Mai 1735 ebenda) war ein deutscher Architekt und Baumeister des Rokoko.
Johann David Räntz der Ältere war ein Sohn des Bildhauers Elias Räntz. Er erhielt eine Ausbildung durch Gottfried von Gedeler und Paul Decker, nach dessen Tod er 1717 Landbauinspektor und Pagenerzieher wurde. Er unternahm eine Studienreise nach Italien. Viele seiner Bauten sind dem Markgrafenstil zuzurechnen. Sein Bruder war der Bildhauer Johann Gabriel Räntz, dessen Sohn zur Unterscheidung Johann David Räntz der Jüngere genannt wurde.

## Werke
- 1715–1718: Eremitage, Oberes Schloss
- 1715–1720: Jagdschloss Tiergarten (unvollendet)
- 1718: Kirchturm der St. Georgen-Kirche
- 1722: Prinzessinnenhaus St. Georgen
- 1724–1735: Zuchthaus
- 1724–1727: Altes Rathaus in Bayreuth
- 1725–1727: Schloss St. Georgen
- 1727–1728: Pfarrkirche Obernsees
- 1730: Pfarrhaus Trebgast (zugeschrieben)
- 1731: Waisenhaus in Bayreuth, Friedrichstraße 14 (später Gymnasium, heute Polizeigebäude)
- 1731: Turm der Kirche in Seidwitz
- 1731: Entwurf für das Altstädter Rathaus in Erlangen (zugeschrieben)
- 1731: Entwurf für die  Pfarrkirche St. Johannis (Ausführung 1744–1745)
- 1732: Jagdschloss Falkenhaube (zugeschrieben)
- 1735: Einrichtung der Fürstengruft in Himmelkron[1]
- 1735–1739: Neubau der Stadtkirche in Wunsiedel (Bauleitung 1735)